# Michał Strykowski
Michał Strykowski (ur. 13 czerwca 1903 w Koninie, zm. we wrześniu 1943 w Poniatowej) – polski weterynarz, działacz syjonizmu rewizjonistycznego, członek komendy Żydowskiego Związku Wojskowego. 

## Życiorys
Jego ojciec, Szmul był właścicielem sklepu z gwoździami w Koninie. W 1924 zdał maturę w  Koedukacyjnym Gimnazjum Żydowskim w Koninie. Wraz ze swoim bratem, Natanem był współtwórcą lokalnych struktur rewizjonistycznych w Koninie. W 1935 ukończył studia na Wydziale Weterynarii Uniwersytetu Warszawskiego i uzyskał stopień doktora. W Warszawie mieszkał przy ul. Franciszkańskiej 8. Przed wojną był członkiem Komitetu Centralnego Polskiej Partii Syjonistycznej Organizacji Rewizjonistów oraz redaktorem czasopisma „Trybuna Akademicka”.
O wojennych losach Stykowskiego niewiele wiadomo. W trakcie okupacji niemieckiej przebywał w getcie warszawskim. Należał do Żydowskiego Związku Wojskowego, gdzie wraz z Dawidem Wdowińskim i Leonem Rodalem zasiadać miał w komitecie politycznym ŻZW. Prawdopodobnie wziął udział w powstaniu w getcie warszawskim. Zginął we wrześniu 1943 roku w obozie pracy przymusowej w Poniatowej, gdzie trafił w bliżej nieznanych okolicznościach i czasie.
W 2023 został odznaczony pośmiertnie Krzyżem Oficerskim Orderu Odrodzenia Polski.